# 仙游县人民法院

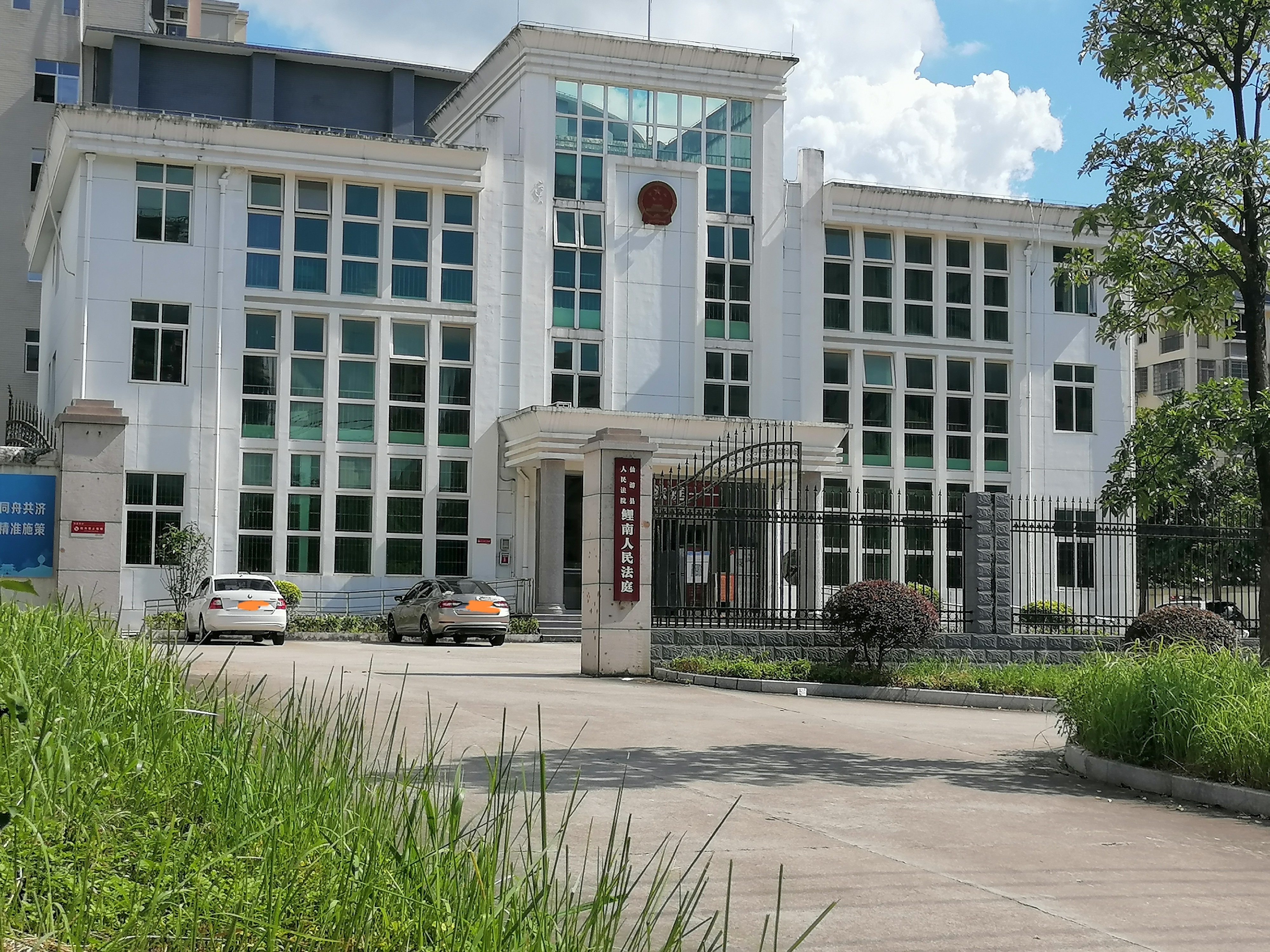
仙游县人民法院下设法庭之一——鲤南人民法庭

仙游县人民法院是中华人民共和国的一个基层法院，位于仙游县。该法院于1952年11月12日成立。1968年4月18日至1972年11月15日受“文化大革命”影响短暂停止行使职权，其职权由仙游县革命委员会人民保卫组取代。恢复行使职权后，其于1978年10月复设曾经被取消的榜头、度尾、郊尾三镇人民法庭，后又增设机构和人民法庭。目前董金勇任法院院长。

## 沿革
1949年11月1日，仙游县人民政府设司法科，以政府名义审判案件。
1951年初，仙游县人民法庭设立，其下设6个分庭，由县长、区长兼任庭长。
1952年11月12日，仙游县人民法院成立，其下有三个机构：刑事审判庭、民事审判庭和秘书室，有人员12人。
1953年9月，该法院设立人民接待室。是年12月后设立3个巡回法庭和11个固定审判站。
1955年7月，其设立了审判委员会。
1956年，巡回法庭与审判站被撤销，设立榜头、度尾、郊尾人民法庭（1959年改名为枫亭人民法庭）。
1960年，增设麦斜人民法庭。
1962年，撤销度尾、榜头人民法庭。
1967年3月下旬，仙游县人民法院实行军事管制。1968年4月18日，仙游县人民法院停止行使职权。同年10月25日，其职权由仙游县革命委员会人民保卫组取代。
1972年11月18日，仙游县人民法院恢复建制。
1978年10月，法院复设榜头、度尾、郊尾人民法庭。
1981年2月，其设立经济审判庭。
1984年11月，设钟山人民法庭。
1984年12月，设立执行庭和审判监督庭（1989年10月改为告诉申诉庭）。
1985年1月，其设立城关、社硎、枫亭等处人民法庭。
1987年10月，设立行政审判庭。
1991年，设立政工科、纪检组、监察室。
1992年1月，增设大济人民法庭。

## 机构设置与职能
仙游县人民法院设有11个机构，其分别为政治部（机关党委）、综合办公室、司法警察大队、民事审判一庭、民事审判二庭、刑事审判庭、审判管理办公室、执行庭、家事少年审判庭、生态环境审判庭（综合审判庭）、立案庭。

## 审理案件
2017年-2021年，仙游县人民法院共受理7.87万件案件，其中有民事案件41585件，刑事案件5323件，商事案件11901件，金融案件3418件，涉生态案件221件，婚姻家事案件6667件。上述案件中，共办结7.7万件案件。

## 下设法庭

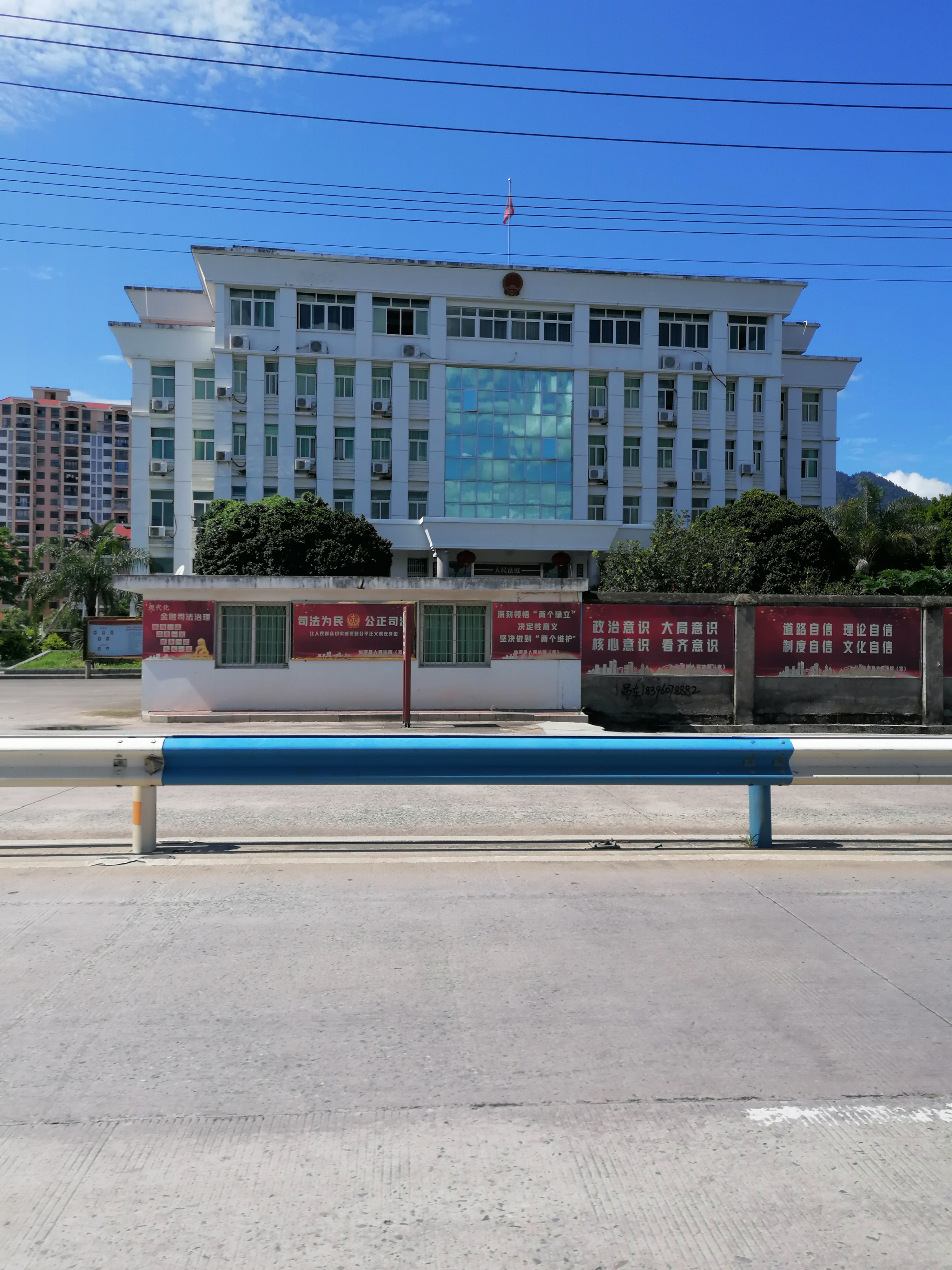
仙游县人民法院大济人民法庭

仙游县人民法院下设5个人民法庭，分别为鲤南人民法庭、大济人民法庭、榜头人民法庭、郊尾人民法庭、枫亭人民法庭。